# 나성은
나성은(한국 한자: 羅聖恩, 1996년 4월 6일 ~ )은 대한민국의 축구 선수이다. 포지션은 미드필더이다.

## 클럽 경력
나성은은 전주영생고등학교을 졸업하고 수원대학교를 거친뒤 2018년 전북 현대 모터스에 자유 계약 선수로 입단했다. 2018년 5월에 열린 전남 드래곤즈와의 경기에서 데뷔전을 치렀다.
2021시즌을 앞두고 K리그1으로 승격한 수원 FC로 이적했다.

## 수상

### 팀

#### 전북 현대 모터스
- K리그1 우승: 2018, 2019, 2020
- FA컵 우승: 2020